# Wereldkampioenschap wegrace 1964
Het wereldkampioenschap wegrace seizoen 1964 was het zestiende in de geschiedenis van het door de FIM georganiseerde wereldkampioenschap wegrace.

## Algemeen
In 1964 werd de Grand Prix van de Verenigde Staten aan de kalender toegevoegd als openingsrace van de 50-, 125-, 250- en 500cc-klassen. De Japanse fabrikanten sloegen de Amerikaanse GP over maar pakten daarna flink uit: Honda zocht het in nóg meer cilinders: twee in de 50cc-klasse (Honda RC 113 en RC 114), vier in de 125- (Honda 2RC 146), 250- (Honda RC 164) en 350cc-klasse (Honda RC 172) en uiteindelijk zelfs zes in de 250cc-klasse (3RC 164). Suzuki bracht in de 125cc-klasse een watergekoelde versie van haar tweecilinder tweetakt, de Suzuki RT 64 A, maar heel af en toe kwam men ook aan de start in de 250cc-klasse met de Suzuki RZ 64, een watergekoelde viercilinder tweetakt. Yamaha concentreerde zich op de 250cc-klasse met de luchtgekoelde tweecilinder tweetakt RD 56, maar kwam ook enkele malen in de 125cc-klasse aan de start met de Yamaha RA 97. Er was wat onduidelijkheid omtrent de GP-kalender van 1964. Allereerst was daar de Grand Prix van Finland, waar uiteindelijk de 250cc-klasse niet aan de start kwam. De organisatie van de Argentijnse Grand Prix kwam in de problemen, waardoor in augustus nog niet duidelijk was of ze wel zou doorgaan. Er was een financieel tekort en bovendien was er veel kritiek op de organisatie van 1963. Dat betekende dat men na Finland niet wist of er nog twee of drie races gereden moesten worden. Uiteindelijk ging de Argentijnse Grand Prix niet door.

### FIM
Hoewel de GP van Argentinië aanvankelijk op de kalender stond, ging ze vanwege gebrek aan belangstelling niet door. In plaats daarvan zette de FIM de Grand Prix van de Verenigde Staten in het programma. Deze GP werd echter al in februari verreden. 

## Merken/teams
- Het Scuderia Duke Gilera-experiment van Geoff Duke en Gilera  werd in 1964 niet voortgezet. In plaats daarvan gaf de Gilera-fabriek een van haar viercilindermotoren aan zijspancoureur Florian Camathias, die er echter slechts zevende mee werd in het WK. Benedicto Caldarella kreeg een Gilera 500 4C-racer, maar had grote betrouwbaarheidsproblemen.
- Honda begon het seizoen 1964 met Jim Redman, Luigi Taveri, Tommy Robb, Kunimitsu Takahashi en Ralph Bryans, maar halverwege het jaar werden Robb en Takahashi ontslagen.
- Mike Hailwood en MV Agusta hadden door het verdwijnen van de "Scuderia Duke" het rijk weer alleen in de 500cc-klasse. Alle wedstrijden waar deze combinatie aan de start kwam werden gewonnen.
- Phil Read was nu fabrieksrijder voor Yamaha in de 250cc-klasse maar startte soms ook in andere klassen. Yamaha huurde ook Mike Duff in en ook Tommy Robb ging na zijn ontslag bij Honda gedurende het seizoen naar Yamaha.

## Coureurs
- Bruce Beale debuteerde in het wereldkampioenschap als protegé van zijn landgenoot Jim Redman. Hoewel hij daardoor waarschijnlijk wel kon profiteren van de faciliteiten van Honda, zoals reiskosten, kreeg hij geen fabrieksracers. Het belette hem niet om als tweede in de 350cc-klasse te eindigen.
- Ernst Degner miste een groot deel van het seizoen nadat hij in de GP van Japan van 1963 ernstig verbrand was. Hij reed alleen de laatste twee 125cc-races maar werd desondanks zesde in de eindstand.
- Klaus Enders, de latere zesvoudig wereldkampioen in de zijspanklasse, debuteerde in de 500cc-race van de GP van Duitsland.
- Romolo Ferri had in het seizoen 1958 voor het laatst in het wereldkampioenschap gereden, maar in de GP des Nations kwam hij, 36 jaar oud, weer aan de start met een 125cc-EMC en finishte als negende.
- John Hartle, weer privérijder na het stoppen van Scuderia Duke Gilera, werd derde in de Amerikaanse Grand Prix, maar raakte bij een internationale race in Imola zo zwaar gewond dat hij enkele jaren niet kon racen.
- Ángel Nieto debuteerde in de Spaanse Grand Prix met een vijfde plaats in de 50cc-race.
- Renzo Pasolini debuteerde in de GP des Nations met een vierde plaats in de 350cc-klasse.
- Tarquinio Provini stapte over van de Moto Morini 250 Bialbero op de Benelli 250 4C, maar nam ook dienst bij Kreidler voor de 50cc-klasse. Met de Benelli werd hij vijfde in de 250cc-klasse, maar hij kon niet goed wennen aan de twaalf versnellingen van de Kreidler en scoorde er slechts één punt mee.
- Tommy Robb werd na de Spaanse Grand Prix ontslagen door Honda, maar kon al snel in dienst van Yamaha treden.
- Heinz Rosner debuteerde met een vierde plaats in de 125cc-Grand Prix van de DDR.
- Alan Shepherd bleef bij MZ en eindigde als derde in de 250cc-klasse. Tijdens de trainingen van de GP van Japan liep hij een schedelfractuur op. Hij stapte na het seizoen nog over naar Honda, maar viel tijdens het testen opnieuw en kwam nooit meer aan de start.

### Gestopt
- Fumio Ito had zijn carrière beëindigd.
- Umberto Masetti was naar Chili geëmigreerd en had op verzoek van Moto Morini nog een paar keer deelgenomen aan de Grand Prix-wegrace van Argentinië. Zo had hij nog twee podiumplaatsen gescoord, maar nu de Argentijnse GP van de kalender was gehaald beëindigde hij zijn carrière definitief.
- Yoshikazu Sunako had zijn carrière beëindigd.
- Kunimitsu Takahashi werd waarschijnlijk door Honda ontslagen na de Franse Grand Prix. Het betekende de start van zijn carrière als coureur en teammanager in de autosport.

### Overleden

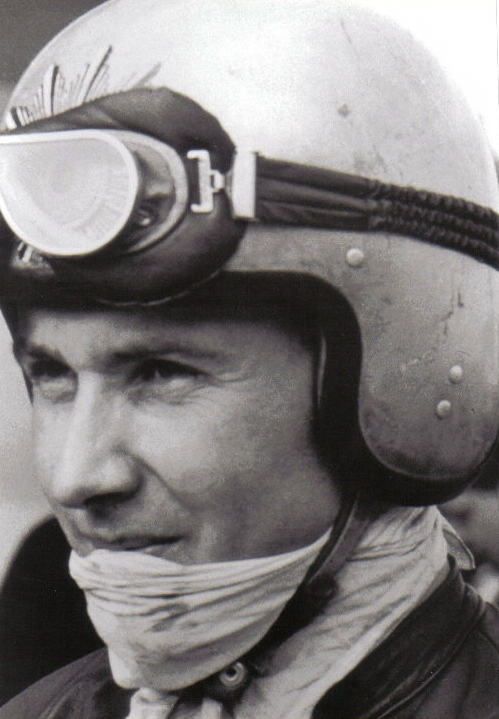
Karl Recktenwald overleed op 19 juli in het ziekenhuis van Leonberg na een ogenschijnijk onschuldig ongeval.

- Bakkenist Roland Föll reed ook in een aantal soloklassen en verongelukte tijdens de 125cc-training in Assen op 26 juni.
- Karl Recktenwald overleed op 19 juli, één dag nadat hij op de Solitudering beide benen gebroken had bij een val die werd veroorzaakt doordat de versnellingsbak van Walter Scheimann blokkeerde. Scheimann had in zijn val Recktenwald meegenomen.
- In Augustus 1964 verongelukte de Nieuw-Zeelander Morrie Low tijdens de training voor de ADAC-Bergpreis tijdens de Schauinsland heuvelklim. Hij was in de Duitse Grand Prix vijfde geworden en had twee punten voor het 500cc-WK behaald.
- De Britse coureur Vernon Cottle overleed op 6 september in het ziekenhuis van Imatra nadat hij acht dagen eerder met zijn AJS Boy Racer gecrasht was tijdens de Finse Grand Prix.
- Stanislav Malina, in 1964 nog achtste in de 350cc-klasse met een CZ, verloor in het najaar van 1964 het leven bij een verkeersongeval.

|         | 1e | 2e | 3e | 4e | 5e | 6e |
| ------- | -- | -- | -- | -- | -- | -- |
| Punten: | 8  | 6  | 4  | 3  | 2  | 1  |

|               | 50 cc | 125 cc | 250 cc | 350 cc | 500 cc | Zijspan |
| ------------- | ----- | ------ | ------ | ------ | ------ | ------- |
| Aantal races: | 8     | 11     | 11     | 8      | 9      | 6       |
| Tellend:      | 5     | 6      | 6      | 5      | 5      | 4       |

In de 500cc-klasse werden negen, in de 350cc-klasse acht, in de 250cc- en de 125cc-klasse elf, in de 50cc-klasse acht en in de zijspanklasse zes wedstrijden gereden. Bij een even aantal wedstrijden werd het aantal wedstrijden gehalveerd en daar werd er één bij opgeteld. Bij een oneven aantal wedstrijden werd er één wedstrijd bij opgeteld en daarna werd het aantal gehalveerd.

## Races
GP van de Verenigde Staten, Daytona
Honda liet haar fabrieksteam thuis omdat het vond dat de Amerikaanse Grand Prix te vroeg in het jaar viel. Ook de meeste privérijders bleven thuis vanwege de hoge reiskosten. Voor aanvang van de race reed Mike Hailwood met zijn MV Agusta 500 4C een nieuw snelheidsrecord van 239,1 km/h op de oval van Daytona. Hij verbeterde daarmee het record dat Bob McIntyre in 1957 met de Gilera 500 4C op de kombaan van Monza gereden had. De tribunes bleven overigens leeg. Het Amerikaanse publiek, gewend aan het AMA-kampioenschap, was niet geïnteresseerd in de "Europese" manier van racen.
GP van Spanje, Montjuïc
Hoewel het de tweede GP van het seizoen betrof, werden de verhoudingen, vooral in de 250cc-klasse, nu pas duidelijk. Dat kwam omdat Honda, Benelli, Suzuki en Yamaha in de Amerikaanse GP niet gestart waren. Chris Vincent had een succesvol weekend. Hij werd met een Honda CR 93 zesde in de 125cc-race en met zijn BMW-zijspancombinatie vijfde.
GP van Frankrijk, Clermont-Ferrand
De Franse Grand Prix werd bezocht door 40.000 toeschouwers. Nog voor de races begonnen werd Tommy Robb door Honda vervangen door Ralph Bryans en na de races volgde het ontslag van Kunimitsu Takahashi. Alle racewinnaars reden tevens de snelste ronde.
Isle of Man TT, Mountain Course
Tijdens de TT vonden twee dodelijke ongevallen plaats. Tijdens de training op 2 juni verongelukte bakkenist Brian Cockrell met een Norton Manx bij Braddan Bridge en tijdens de Sidecar TT op 8 juni verongelukte bakkenist Laurence Essery bij Ballaugh Bridge. Mike Hailwood bracht door een virusinfectie vier dagen in bed door en kon ook niet in de Junior TT starten, maar op 12 juni was hij weer fit genoeg om in de Senior TT te starten.
Dutch TT, Assen
De TT van Assen werd overschaduwd door het dodelijke ongeval van Roland Föll tijdens de 125cc-training. Föll was de bakkenist van Florian Camathias, maar reed ook veel wedstrijden in de soloklassen. Mike Hailwood moest zich na de race haasten om in Frankrijk te komen, want hij nam de volgende dag in Rouen-les-Essarts deel aan de Franse Formule 1-Grand Prix. Jim Redman werd de eerste coureur in de geschiedenis die drie races op één dag wist te winnen. Luigi Taveri raakte tijdens de trainingen geblesseerd en kon niet starten.
GP van Duitsland, Solitudering
De Duitse Grand Prix werd overschaduwd door het ongeval van Karl Recktenwald in de 500cc-race. Hij werd het slachtoffer van de val van Walter Scheimann, die Recktenwald in zijn val meenam Recktenwald overleed in het ziekenhuis van Leonberg. De 250cc-klasse en de 350cc-klasse reden op zaterdag 18 juli, de overige klassen op zondag 19 juli. Tijdens de Solituderennen werd ook een race in de Formule 1 gereden. Die race telde niet mee voor het wereldkampioenschap en werd gewonnen voor Jim Clark (Lotus 25) voor John Surtees (Ferrari 158). Tijdens de trainingen voor de 125cc-klasse raakte Hugh Anderson geblesseerd. In de 500cc-race debuteerde Klaus Enders, die later zesvoudig wereldkampioen zijspanrace zou worden.
GP van de DDR, Sachsenring
Alle moeite van de Oostblok-merken ten spijt waren de resultaten van hun "thuis"-Grand Prix nogal mager. Nikolaj Sevast'ânov wist zijn viercilinder Vostok naar de vierde plaats in de 500cc-klasse te rijden, maar Mike Hailwood viel met de MZ RE 350 uit en kwam met de MZ RE 250 zo hard ten val, dat hij een maand niet meer kon racen. Gustav Havel bracht zijn 350cc-Jawa naar het podium.
GP van Finland, Imatra
De Finse Grand Prix was verhuisd van Tampere naar Imatra. Tijdens de trainingen raakte de Brit Vernon Cottle ernstig gewond. Hij overleed acht dagen later in het ziekenhuis. Endel Kiisa scoorde de eerste podiumplaats voor een Russische motorfiets. Mike Hailwood (al wereldkampioen 500 cc) ontbrak.
Nations GP, Monza
De Grand Prix van Monza leverde voor het eerst in het seizoen een enigszins spannende race in de 500cc-klasse op. Ernst Degner kwam na een lange herstelperiode (hij had op 10 november 1963 brandwonden opgelopen) weer aan de start en Honda probeerde de 250cc-Yamaha RD 56 in te tomen met de zescilinder Honda 3RC 164.
GP van Japan, Suzuka
De Grand Prix van Monza leverde voor het eerst in het seizoen een enigszins spannende race in de 500cc-klasse op. Ernst Degner kwam na een lange herstelperiode (hij had op 10 november 1963 brandwonden opgelopen) weer aan de start en Honda probeerde de 250cc-Yamaha RD 56 in te tomen met de zescilinder Honda 3RC 164.

## 500cc-klasse
In de 500cc-klasse bleef de MV Agusta 500 4C in 1964 nog steeds zonder concurrentie. Mike Hailwood was de enige MV-fabrieksrijder en won de eerste zes wedstrijden. Na zijn winst op de Solitudering was zijn titel al veilig, maar een val in de GP van Duitsland dwong hem om de Ulster Grand Prix en de GP van Finland over te slaan. In Ulster won Phil Read de 500cc-race. Read had zich voor Yamaha geconcentreerd op de 250cc-klasse, maar had ook een aantal 500cc-wedstrijden met een Matchless G50 gereden. In Ulster had hij echter een Norton Manx tot zijn beschikking. De Australiër Jack Ahearn won met zijn Norton Manx in Finland. In de thuiswedstrijd in Monza moest MV Agusta uiteraard meedoen. Hailwood won opnieuw, maar Benedicto Caldarella reed met zijn Gilera de snelste ronde en werd tweede vóór Ahearn. Die laatste eindigde als tweede in het wereldkampioenschap en Read werd derde.
GP van de Verenigde Staten, Daytona
Hoewel het Scuderia Duke Gilera-project was beëindigd, zag Gilera toch nog kansen om punten te scoren in de 500cc-klasse. De Argentijn Benedicto Caldarella kreeg een Gilera 500 4C en hij kon aanvankelijk Mike Hailwood redelijk volgen. Uiteindelijk ging Caldarella's versnellingsbak stuk en moest hij opgeven. Daardoor werd Phil Read tweede en John Hartle derde. Beiden waren inmiddels weer privérijder geworden en liepen twee ronden achterstand op.
Isle of Man TT, Mountain Course
Er stond geen maat op Mike Hailwood in de Senior TT. Hij won met ruim drie minuten voorsprong op Derek Minter. Fred Stevens werd derde, met ruim zes minuten achterstand op Hailwood.
Dutch TT, Assen
Opnieuw won Mike Hailwood met grote overmacht de 500cc-race. In de trainingen waren Benedicto Caldarella (met de zeven jaar oude Gilera-viercilinder) en Remo Venturi met de Bianchi-tweecilinder snel. Caldarella viel uit, maar Venturi werd tweede, ruim voor de Matchless G50 van Paddy Driver.
GP van België, Spa-Francorchamps
Toen Mike Hailwood over de finish kwam, had hij ruim veertien kilometer voorsprong. Phil Read, Paddy Driver en Jack Ahearn reden vlak voor hem toen hij werd afgevlagd.
GP van Duitsland, Solitudering
Na zijn vijfde overwinning op rij was Mike Hailwood zeker van zijn wereldtitel. Jack Ahearn werd met een halve ronde achterstand tweede, voor Phil Read. Hailwood had nu al het maximale aantal van 40 punten, Read was tweede met 17 punten.
GP van de DDR, Sachsenring
Mike Hailwood kon geen punten meer scoren. Hij had het maximale aantal van 40 punten bereikt en elk extra punt werd weggestreept. Desondanks won hij de DDR-Grand Prix met een grote voorsprong op Mike Duff en Paddy Driver.
Ulster Grand Prix, Dundrod
Zonder Mike Hailwood konden de privérijders met hun Norton en Matchless's eindelijk een min of meer spannende race verzorgen. In de stromende regen won Phil Read voor Dick Creith en Jack Ahearn, allemaal met Nortons.
GP van Finland, Imatra
Phil Read stond voor aanvang op de tweede plaats van het wereldkampioenschap, maar hij reisde niet naar Finland omdat de 250cc-klasse hier niet reed. Dat gaf Jack Ahearn de kans te winnen en de tweede plaats bijna over te nemen. Mike Duff werd tweede voor Gyula Marsovszky. Nikolaj Sevast'ânov reed de Russische Vostok-viercilinder naar een verdienstelijke vierde plaats.
Nations GP, Monza
Mike Hailwood kreeg voor het eerst in het seizoen concurrentie omdat de Gilera 500 4C van Benedicto Caldarella heel bleef. Caldarella reed zelfs de snelste ronde, maar finishte elf seconden achter Hailwood. Hoe sterk de Italiaanse viercilinders waren (hoewel de Gilera uit 1957 stamde) bleek uit het feit dat derde man Jack Ahearn twee ronden (ruim twaalf kilometer) achterstand had.
GP van Japan, Suzuka
Mike Hailwood kreeg voor het eerst in het seizoen concurrentie omdat de Gilera 500 4C van Benedicto Caldarella heel bleef. Caldarella reed zelfs de snelste ronde, maar finishte elf seconden achter Hailwood. Hoe sterk de Italiaanse viercilinders waren (hoewel de Gilera uit 1957 stamde) bleek uit het feit dat derde man Jack Ahearn twee ronden (ruim twaalf kilometer) achterstand had.

### Uitslagen 500cc-klasse
|   | Datum        | Race                       | Circuit           | 1e            | 2e                   | 3e               | Snelste ronde        |
| - | ------------ | -------------------------- | ----------------- | ------------- | -------------------- | ---------------- | -------------------- |
| 1 | 2 februari   | GP van de Verenigde Staten | Daytona           | Mike Hailwood | Phil Read            | John Hartle      | Mike Hailwood        |
| 2 | 12 juni      | Isle of Man TT             | Mountain Course   | Mike Hailwood | Derek Minter         | Fred Stevens     | Mike Hailwood        |
| 3 | 27 juni      | Dutch TT                   | Assen             | Mike Hailwood | Remo Venturi         | Paddy Driver     | Mike Hailwood        |
| 4 | 5 juli       | GP van België              | Spa-Francorchamps | Mike Hailwood | Phil Read            | Paddy Driver     | Mike Hailwood        |
| 5 | 19 juli      | GP van Duitsland           | Solitudering      | Mike Hailwood | Jack Ahearn          | Phil Read        | Mike Hailwood        |
| 6 | 26 juli      | GP van de DDR              | Sachsenring       | Mike Hailwood | Mike Duff            | Paddy Driver     | Mike Hailwood        |
| 7 | 8 augustus   | Ulster Grand Prix          | Dundrod           | Phil Read     | Dick Creith          | Jack Ahearn      | Phil Read            |
| 8 | 30 augustus  | GP van Finland             | Imatra            | Jack Ahearn   | Mike Duff            | Gyula Marsovszky | Mike Duff            |
| 9 | 13 september | GP des Nations             | Monza             | Mike Hailwood | Benedicto Caldarella | Jack Ahearn      | Benedicto Caldarella |

### Eindstand 500cc-klasse
| Pos. | Coureur              | Motorfiets         | Ptn.    |
| ---- | -------------------- | ------------------ | ------- |
| 1    | Mike Hailwood        | MV Agusta          | 40 (56) |
| 2    | Jack Ahearn          | Norton             | 25 (29) |
| 3    | Phil Read            | Matchless / Norton | 25      |
| 4    | Mike Duff            | Norton / Matchless | 18      |
| 5    | Paddy Driver         | Matchless          | 16      |
| 6    | Fred Stevens         | Matchless          | 8       |
| 7    | Gyula Marsovszky     | Matchless          | 7       |
| 8    | Derek Minter         | Norton             | 6       |
| 8    | Remo Venturi         | Bianchi            | 6       |
| 8    | Dick Creith          | Norton             | 6       |
| 8    | Benedicto Caldarella | Gilera             | 6       |

| Pos. | Coureur             | Motorfiets | Ptn. |
| ---- | ------------------- | ---------- | ---- |
| 12   | Nikolaj Sevast'ânov | Vostok     | 6    |
| 13   | Derek Woodman       | Matchless  | 4    |
| 14   | John Hartle         | Norton     | 4    |
| 14   | Jack Findlay        | Matchless  | 4    |
| 14   | Rob Fitton          | Norton     | 4    |
| 17   | Griff Jenkins       | Norton     | 2    |
| 17   | Morrie Low (†)      | Norton     | 2    |
| 17   | Chris Conn          | Norton     | 2    |
| 20   | Buddy Parriott      | Norton     | 1    |
| 20   | Billy McCosh        | Matchless  | 1    |
| 20   | Lewis Young         | Matchless  | 1    |
| 20   | Walter Scheimann    | Norton     | 1    |

(Punten tussen haakjes zijn inclusief streepresultaten)

### Constructeurstitel 500cc-klasse
| 1 | MV Agusta | 40 (56) |
| 2 | Norton    | 32 (43) |
| 3 | Matchless | 28 (40) |
| 4 | Bianchi   | 6       |
| 4 | Gilera    | 6       |
| 6 | Vostok    | 6       |

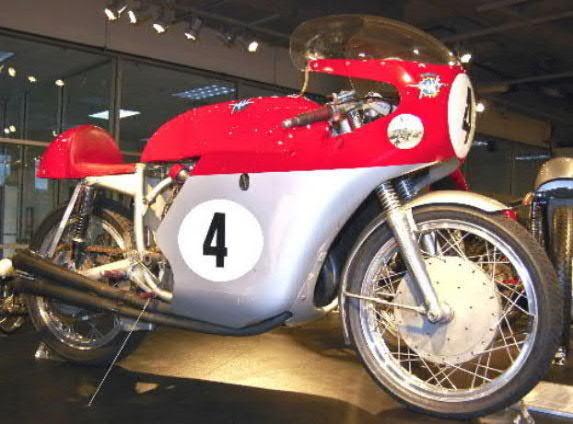
MV Agusta 500 4C

(Punten tussen haakjes zijn inclusief streepresultaten)

## 350cc-klasse
De overmacht van Honda in de 350cc-klasse van 1964 was zó groot, dat de Rhodesiër Bruce Beale, landgenoot en protegé van Jim Redman, met een Honda CR 77-productieracer tweede kon worden in het wereldkampioenschap. Redman zelf won met de Honda RC 172 alle wedstrijden. Mike Hailwood kwam met de MV Agusta 350 4C aan de start in Assen, waar hij tweede werd, maar hield de 350cc-klasse daarna voor gezien. Alleen in de laatste race in Japan kwam hij op uitnodiging van MZ terug om opnieuw tweede te worden. Hij werd daardoor vierde in het kampioenschap, achter Mike Duff met een AJS Boy Racer. Op de Sachsenring in de DDR verschenen twee nieuwe Russische 350cc-machines van het centrale constructiebureau CKEB onder de merknaam "Vostok". Het waren luchtgekoelde viercilinder viertakten die beide uitvielen door zuigerproblemen, maar daarnaast ook qua wegligging nog veel tekortkwamen. Uiteindelijk haalde de Rus Endel Kiisa er in Finland toch nog vier punten mee, genoeg voor een gedeelde achtste plaats in het wereldkampioenschap. Toch kwam er meer "dreiging" uit het Oosten: In Monza gingen de Vostoks aanvankelijk goed mee, maar ook Stanislav Malina met een CZ eencilinder en Gustav Havel met een Jawa tweecilinder. De Vostoks en de Jawa vielen uit, maar Malina werd derde.
Isle of Man TT, Mountain Course
Jim Redman ondervond in het begin van de race nog wat druk van Alan Shepherd met zijn MZ RE 350, maar toen Shepherd uitviel won Redman comfortabel met ruim zeven minuten voorsprong op Phil Read met de AJS 7R. Mike Duff, eveneens op een AJS, werd derde. Mike Hailwood kon door een virusinfectie niet starten.
Dutch TT, Assen
Jim Redman won ook de tweede 350cc-race van het jaar. Mike Hailwood werd weliswaar tweede, maar op grote achterstand. Remo Venturi werd met zijn Bianchi-tweecilinder derde.
GP van Duitsland, Solitudering
Jim Redman won zijn derde GP op rij. Van concurrentie was al geen sprake meer, omdat steeds een andere tegenstander tweede werd. Nu was dat Redman's protegé Bruce Beale, die niet beschikte over een Honda RC 172-fabrieksracer, maar met een Honda CR 77-productieracer reed. Daar bleef hij Mike Duff (AJS 7R) en Gilberto Milani (Aermacchi Ala d'Oro 350) 2½ minuut mee voor.
GP van de DDR, Sachsenring
Jim Redman won de vierde (van vier) 350cc-Grand Prix. Zijn grootste concurrent was Mike Duff, maar die werd slechts derde achter Jawa-rijder Gustav Havel. Redman's protegé Bruce Beale scoorde met zijn productieracer weer punten: hij werd vierde.
Ulster Grand Prix, Dundrod
Jim Redman won ook de vijfde 350cc-Grand Prix en was nu zeker van de wereldtitel. Mike Duff, die tweede werd, kon theoretisch nog op 44 punten komen, maar zou er daar 6 van moeten wegstrepen. Gustav Havel werd met zijn Jawa derde.
GP van Finland, Imatra
Jim Redman was al wereldkampioen 350cc, maar met zijn viercilinder-Honda RC 172 was hij niet te verslaan. Zijn vriend Bruce Beale werd met de tweecilinder-Honda CR 77-productieracer tweede. Een andere viercilinder, de Vostok van Endel Kiisa, werd derde.
Nations GP, Monza
Jim Redman had alle 350cc-races gewonnen, maar in Monza reed Remo Venturi met zijn tweecilinder Bianchi de snelste ronde. Venturi viel echter uit en Redman won opnieuw voor zijn vriend en landgenoot Bruce Beale, die met een tweecilinder Honda CR 77-productieracer reed. Stanislav Malina werd met zijn ČZ derde. Bruce Beale steeg als privérijder naar de tweede plaats in het wereldkampioenschap.
GP van Japan, Suzuka
Jim Redman had alle 350cc-races gewonnen, maar in Monza reed Remo Venturi met zijn tweecilinder Bianchi de snelste ronde. Venturi viel echter uit en Redman won opnieuw voor zijn vriend en landgenoot Bruce Beale, die met een tweecilinder Honda CR 77-productieracer reed. Stanislav Malina werd met zijn CZ derde. Bruce Beale steeg als privérijder naar de tweede plaats in het wereldkampioenschap.

### Uitslagen 350cc-klasse
|   | Datum        | Race              | Circuit         | 1e         | 2e            | 3e               | Snelste ronde |
| - | ------------ | ----------------- | --------------- | ---------- | ------------- | ---------------- | ------------- |
| 1 | 12 juni      | Isle of Man TT    | Mountain Course | Jim Redman | Phil Read     | Mike Duff        | Jim Redman    |
| 2 | 27 juni      | Dutch TT          | Assen           | Jim Redman | Mike Hailwood | Remo Venturi     | Jim Redman    |
| 3 | 19 juli      | GP van Duitsland  | Solitudering    | Jim Redman | Bruce Beale   | Mike Duff        | Jim Redman    |
| 4 | 25 juli      | GP van de DDR     | Sachsenring     | Jim Redman | Gustav Havel  | Mike Duff        | Jim Redman    |
| 5 | 8 augustus   | Ulster Grand Prix | Dundrod         | Jim Redman | Mike Duff     | Gustav Havel     | Jim Redman    |
| 6 | 30 augustus  | GP van Finland    | Imatra          | Jim Redman | Bruce Beale   | Endel Kiisa      | Jim Redman    |
| 7 | 13 september | GP des Nations    | Monza           | Jim Redman | Bruce Beale   | Stanislav Malina | Remo Venturi  |
| 8 | 1 november   | GP van Japan      | Suzuka          | Jim Redman | Mike Hailwood | Isamu Kasuya     | Jim Redman    |

### Eindstand 350cc-klasse
| Pos. | Coureur              | Motorfiets     | Ptn.    |
| ---- | -------------------- | -------------- | ------- |
| 1    | Jim Redman           | Honda          | 40 (64) |
| 2    | Bruce Beale          | Honda          | 24      |
| 3    | Mike Duff            | AJS            | 20 (24) |
| 4    | Mike Hailwood        | MV Agusta / MZ | 12      |
| 5    | Gustav Havel         | Jawa           | 10      |
| 6    | Phil Read            | AJS            | 6       |
| 7    | Paddy Driver         | AJS            | 5       |
| 8    | Remo Venturi         | Bianchi        | 4       |
| 8    | Endel Kiisa          | Vostok         | 4       |
| 8    | Stanislav Malina (†) | CZ             | 4       |
| 8    | Isamu Kasuya         | Honda          | 4       |
| 12   | Derek Minter         | Norton         | 4       |

| Pos. | Coureur           | Motorfiets | Ptn. |
| ---- | ----------------- | ---------- | ---- |
| 13   | Gilberto Milani   | Aermacchi  | 3    |
| 13   | Alan Shepherd     | MZ         | 3    |
| 13   | Renzo Pasolini    | Aermacchi  | 3    |
| 13   | Isao Yamashita    | Honda      | 3    |
| 17   | Derek Woodman     | AJS        | 3    |
| 17   | Vernon Cottle (†) | AJS        | 3    |
| 19   | Chris Conn        | Norton     | 2    |
| 19   | Kuniomi Nagamatsu | Honda      | 2    |
| 21   | Fred Stevens      | AJS        | 2    |
| 22   | Joe Dunphy        | Norton     | 1    |
| 22   | Jack Ahearn       | Norton     | 1    |

(Punten tussen haakjes zijn inclusief streepresultaten)

### Constructeurstitel 350cc-klasse
| 1 | Honda     | 40 (64) |
| 2 | AJS       | 23 (27) |
| 3 | Jawa      | 10      |
| 4 | MZ        | 9       |
| 5 | Norton    | 7       |
| 6 | MV Agusta | 6       |
| 7 | Aermacchi | 6       |
| 8 | Bianchi   | 4       |
| 8 | Vostok    | 4       |
| 8 | CZ        | 4       |

(Punten tussen haakjes zijn inclusief streepresultaten)

## 250cc-klasse
De Japanse merken verschenen niet in de 250cc-race in de Verenigde Staten. Daardoor konden de kleine merken daar succes behalen. Alan Shepherd won er met een MZ, Ron Grant werd tweede met een Parilla en Bo Gehring werd met een Bultaco derde. In het verloop van het seizoen werd de strijd tussen de Honda RC 164 viercilinder viertaktmotor en de Yamaha RD 56 tweecilinder tweetaktmotor steeds spannender. Vanaf de Duitse Grand Prix won Yamaha-rijder Phil Read vier races op rij en hij werd uiteindelijk wereldkampioen. Honda nam een gok door in Monza haar nieuwe zescilinder voor 1965 aan de start te brengen. Deze machine heette toen nog 3RC 164. Het pakte niet goed uit: Redman pakte weliswaar de leiding, maar toen zijn motor warm begon te lopen moest hij zich laten terugzakken naar de derde plaats. Read en Duff werden eerste en tweede en de individuele titel van Phil Read was nu ook zeker. In de laatste Grand Prix, die van Japan, ging het beter met de nieuwe zescilinders: Redman won de race en zijn teamgenoot Isamu Kasuya werd tweede. In de eindstand werd Read eerste, Redman tweede en Alan Shepherd, slechts in vijf wedstrijden gestart, derde met zijn MZ RE 250. 
GP van de Verenigde Staten, Daytona
Niet alleen Honda ontbrak aan de start van de 250cc-race. Na een ongeval weigerde Tarquinio Provini (Benelli] te starten, Yamaha trok Phil Read terug en Suzuki liet Frank Perris, Bert Schneider en Mitsuo Itoh niet starten. Alan Shepherd won met de MZ RE 250 en achter hem finishten vrijwel alleen lokale coureurs: Ron Grant (een naar de VS geëmigreerde Brit) en Bo Gehring kwamen op ruime achterstand op het podium.
GP van Spanje, Montjuïc
Tarquinio Provini scoorde met zijn Benelli-viercilinder de eerste WK-overwinning sinds die van Dario Ambrosini in de Zwitserse GP van 1951. Met Jim Redman (Honda RC 164) en Phil Read (Yamaha RD 56) stonden er drie merken op het podium. Het optreden van Hugh Anderson met de verbeterde Suzuki RZ 64 viel tegen. Anderson zou de machine de rest van het seizoen niet meer inzetten.
GP van Frankrijk, Clermont-Ferrand
Phil Read won zijn eerste wedstrijd met de nieuwe Yamaha RD 56 met zeven versnellingen, voor Luigi Taveri met de Honda RC 164 en Bert Schneider die een van de weinige redelijke resultaten voor de Suzuki RZ 64 behaalde. Honda-coureur Jim Redman viel uit en Benelli]-rijder Tarquinio Provini kon niet starten na een fout in de trainingen.
Isle of Man TT, Mountain Course
Nu de eerdere GP's gewonnen waren door drie verschillende merken (Alan Shepherd met de MZ RE 250, Tarquinio Provini met de Benelli 250 4C en Phil Read met de Yamaha RD 56), werd er een spannende confrontatie verwacht, temeer omdat ook Honda en Suzuki nog wat te bewijzen hadden en met grote teams aantraden. De race werd echter een deceptie omdat slechts acht van de 64 deelnemers de volle zes ronden aflegden. Read was trainingssnelste, maar na de eerste ronde lag hij al achter Jim Redman met de Honda RC 164. Alan Shepherd was toen nog derde. Read viel echter uit, net als het complete Suzuki-team (Bert Schneider, Jack Ahearn en Derek Minter). Zo won Jim Redman gemakkelijk, op korte afstand gevolgd door Alan Shepherd. Alberto Pagani werd met de eencilinder Paton derde, maar had al achttien minuten achterstand. Tommy Robb, na zijn ontslag bij Honda onmiddellijk aangenomen bij Yamaha, werd slechts zevende, twee plaatsen achter Roy Boughey, die met een Yamaha TD 1 A-productieracer reed.
Dutch TT, Assen
In Assen wisselden Redman en Read in de laatste ronde zeven maal van positie. Ze kwamen zij aan zij uit de laatste bocht, maar Read moest nog een keer opschakelen (Redman kon zijn viercilinder doortrekken tot 16.000 tpm). Daardoor won Redman met een halve wiellengte. Het was de eerste van drie overwinningen van Redman die dag: later won hij ook de 350- en de 125cc-klasse. 
GP van België, Spa-Francorchamps
In België pakte Read de leiding, maar zijn machine ging steeds slechter lopen. Hij werd ingehaald door Mike Duff en viel later helemaal terug in het achterveld. Duff pakte echter belangrijke punten af van Redman, die slechts tweede werd. Bovendien had Duff een voorsprong van 36 seconden opgebouwd op de Honda. Alan Shepherd werd derde.
GP van Duitsland, Solitudering
Bij zijn eerste buitenlandse optreden reed Giacomo Agostini met zijn Moto Morini 250 Bialbero de snelste trainingstijd, maar in de race ging het tussen Phil Read (Yamaha RD 56) en Jim Redman (Honda RC 164). Read won met drie seconden voorsprong. Mike Duff werd met de tweede RD 56 derde, voor Agostini.
GP van de DDR, Sachsenring
Mike Hailwood reed de snelste ronde met zijn MZ, maar hij viel. De strijd om de leiding bleef tot op de finish spannend. Uiteindelijk bleef Phil Read Jim Redman met 0,2 seconde voor. Bruce Beale deed het opnieuw goed, dit keer met de Honda CR 72-productieracer. Hij werd derde.
Ulster Grand Prix, Dundrod
Ook de 250cc-race werd in hevige regen gereden. Phil Read won met een seconde voorsprong op Jim Redman. Dat was de tweede opeenvolgende keer dat de Yamaha RD 56 en de Honda RC 164 vlak achter elkaar over de finish gingen. Read kroop weer dat dichter naar Redman in de WK-stand, maar Read had het voordeel dat hij nog een streepresultaat over had. Redman zou bij elke volgende overwinning slechts twee punten krijgen. Ralph Bryans werd derde in de race.
Nations GP, Monza
Nog nooit was iemand op het idee gekomen de 250cc-klasse met een zescilinder aan te vallen. Nu Phil Read de leiding in het wereldkampioenschap had genomen met zijn tamelijk eenvoudige tweecilindertweetakt Yamaha RD 56 moest Honda reageren. Het bracht de zescilinder 3RC 164. Het mocht niet baten. Redman reed aanvankelijk aan de leiding, maar toen zijn machine warm begon te lopen moest hij zich terug laten zakken. Phil Read won opnieuw en zijn teamgenoot Mike Duff wist Honda-rijder Redman op de finish met 0,3 seconde verschil te verslaan. Phil Read was zeker van de wereldtitel.
GP van Japan, Suzuka
Jim Redman reed de tweede race met de nieuwe Honda 3RC 164-zescilinder en won de 250cc-race voor Isamo Kasuya, die de viercilinder-RC 164 gebruikte. Bij afwezigheid van Phil Read en Mike Duff liet Yamaha een RD 56 rijden door Hiroshi Hasegawa, die er derde mee werd. Er werden slechts vijf coureurs geklasseerd. 

### Uitslagen 250cc-klasse
|    | Datum        | Race                       | Circuit           | 1e                | 2e            | 3e               | Snelste ronde     |
| -- | ------------ | -------------------------- | ----------------- | ----------------- | ------------- | ---------------- | ----------------- |
| 1  | 2 februari   | GP van de Verenigde Staten | Daytona           | Alan Shepherd     | Ron Grant     | Bo Gehring       | Alan Shepherd     |
| 2  | 10 mei       | GP van Spanje              | Montjuïc          | Tarquinio Provini | Jim Redman    | Phil Read        | Tarquinio Provini |
| 3  | 17 mei       | GP van Frankrijk           | Clermont-Ferrand  | Phil Read         | Luigi Taveri  | Bert Schneider   | Phil Read         |
| 4  | 8 juni       | Isle of Man TT             | Mountain Course   | Jim Redman        | Alan Shepherd | Alberto Pagani   | Phil Read         |
| 5  | 27 juni      | Dutch TT                   | Assen             | Jim Redman        | Phil Read     | Tommy Robb       | Jim Redman        |
| 6  | 5 juli       | GP van België              | Spa-Francorchamps | Mike Duff         | Jim Redman    | Alan Shepherd    | Mike Duff         |
| 7  | 18 juli      | GP van Duitsland           | Solitudering      | Phil Read         | Jim Redman    | Mike Duff        | Phil Read         |
| 8  | 26 juli      | GP van de DDR              | Sachsenring       | Phil Read         | Jim Redman    | Bruce Beale      | Mike Hailwood     |
| 9  | 8 augustus   | Ulster Grand Prix          | Dundrod           | Phil Read         | Jim Redman    | Ralph Bryans     | Phil Read         |
| 10 | 13 september | GP des Nations             | Monza             | Phil Read         | Mike Duff     | Jim Redman       | Mike Duff         |
| 11 | 1 november   | GP van Japan               | Suzuka            | Jim Redman        | Isamu Kasuya  | Hiroshi Hasegawa | Jim Redman        |

### Eindstand 250cc-klasse
| Pos. | Coureur           | Motorfiets | Ptn.    |
| ---- | ----------------- | ---------- | ------- |
| 1    | Phil Read         | Yamaha     | 46 (50) |
| 2    | Jim Redman        | Honda      | 42 (58) |
| 3    | Alan Shepherd     | MZ         | 23      |
| 4    | Mike Duff         | Yamaha     | 20      |
| 5    | Tarquinio Provini | Benelli    | 15      |
| 6    | Luigi Taveri      | Honda      | 11      |
| 7    | Isamu Kasuya      | Honda      | 10      |
| 8    | Bruce Beale       | Honda      | 9       |
| 9    | Tommy Robb        | Yamaha     | 7       |
| 10   | Ron Grant         | Parilla    | 6       |
| 11   | Alberto Pagani    | Paton      | 6       |
| 12   | Giacomo Agostini  | Morini     | 6       |
| 13   | Bert Schneider    | Suzuki     | 5       |
| 14   | Bo Gehring        | Bultaco    | 4       |

| Pos. | Coureur              | Motorfiets | Ptn. |
| ---- | -------------------- | ---------- | ---- |
| 15   | Ralph Bryans         | Honda      | 4    |
| 15   | Hiroshi Hasegawa     | Yamaha     | 4    |
| 17   | Gilberto Milani      | Aermacchi  | 4    |
| 18   | George Rockett       | Ducati     | 3    |
| 18   | Stanislav Malina (†) | CZ         | 3    |
| 20   | Joe Dunphy           | Greeves    | 2    |
| 20   | Hugh Anderson        | Suzuki     | 2    |
| 20   | Ernst Weiss          | Honda      | 2    |
| 20   | Roy Boughey          | Yamaha     | 2    |
| 20   | Mike Hailwood        | MZ         | 2    |
| 25   | Douglas Brown        | Ducati     | 1    |
| 25   | Jorge Sirera         | Montesa    | 1    |
| 25   | Roger Mailles        | Morini     | 1    |
| 25   | Clive Hunt           | Aermacchi  | 1    |
| 25   | Wolfgang Gast        | MZ         | 1    |

(Punten tussen haakjes zijn inclusief streepresultaten)

### Constructeurstitel 250cc-klasse
| 1  | Yamaha    | 48 (64) |
| 2  | Honda     | 42 (64) |
| 3  | MZ        | 25 (26) |
| 4  | Benelli   | 15      |
| 5  | Suzuki    | 7       |
| 6  | Morini    | 7       |
| 7  | Parilla   | 6       |
| 8  | Paton     | 6       |
| 9  | Aermacchi | 5       |
| 10 | Bultaco   | 4       |
| 11 | Ducati    | 3       |
| 12 | CZ        | 3       |
| 13 | Greeves   | 2       |
| 14 | Montesa   | 1       |

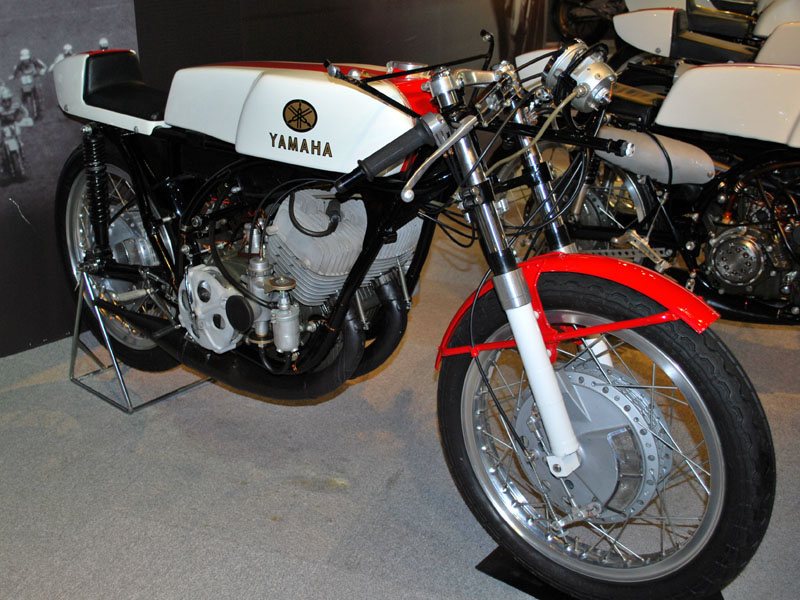
Yamaha RD 56

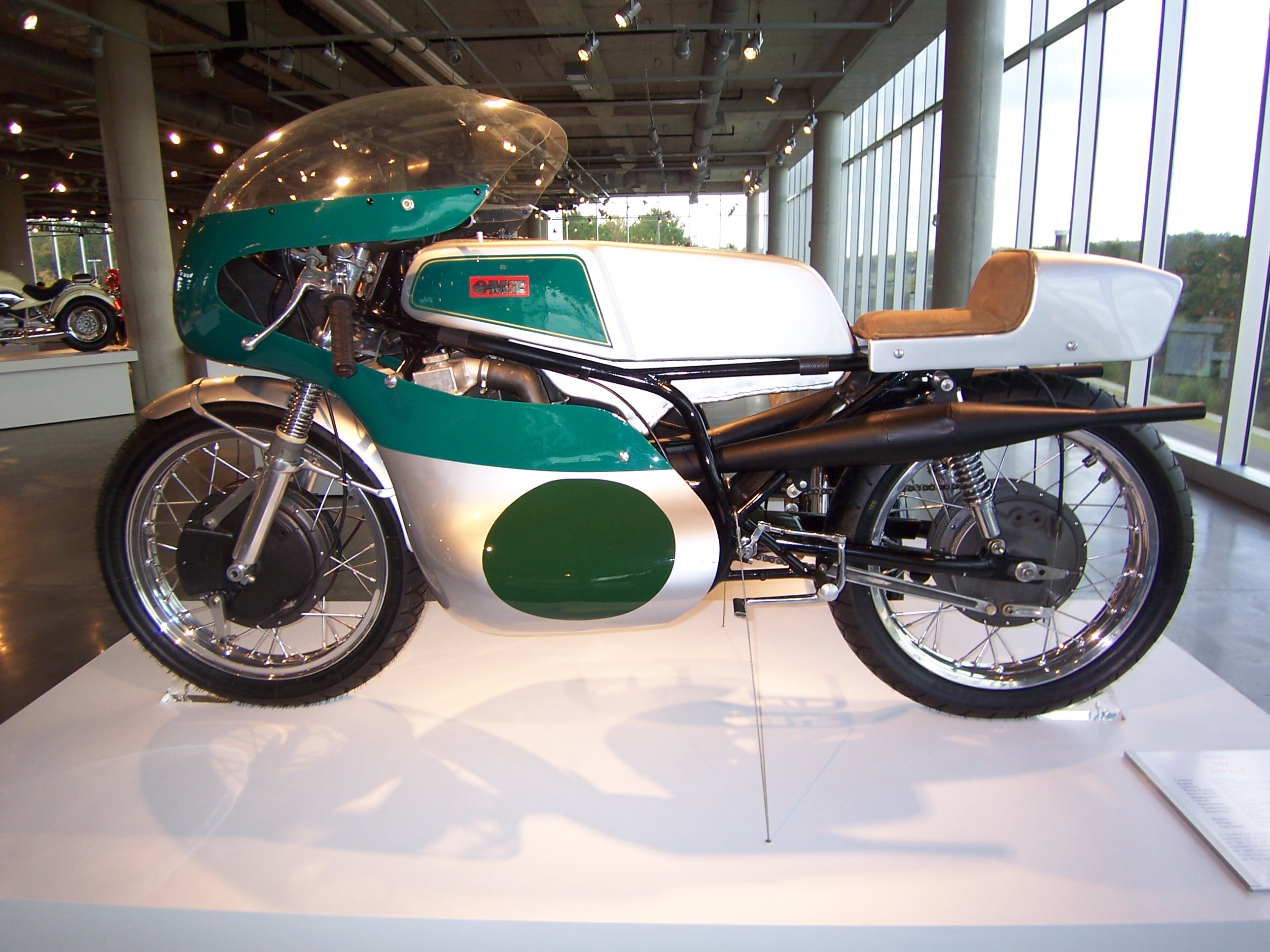
MZ RE 250

(Punten tussen haakjes zijn inclusief streepresultaten)

## 125cc-klasse

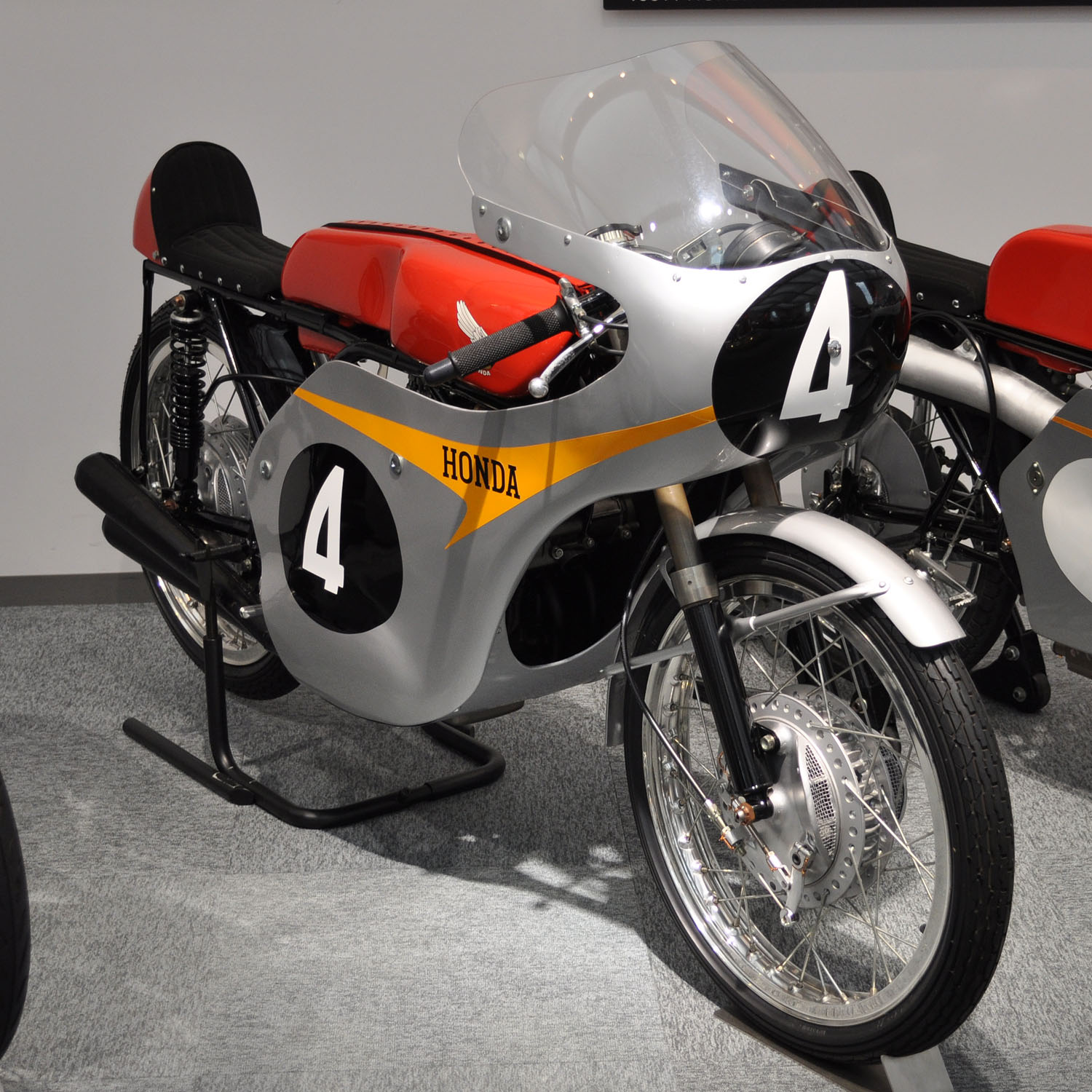
125cc-Honda 2RC 146

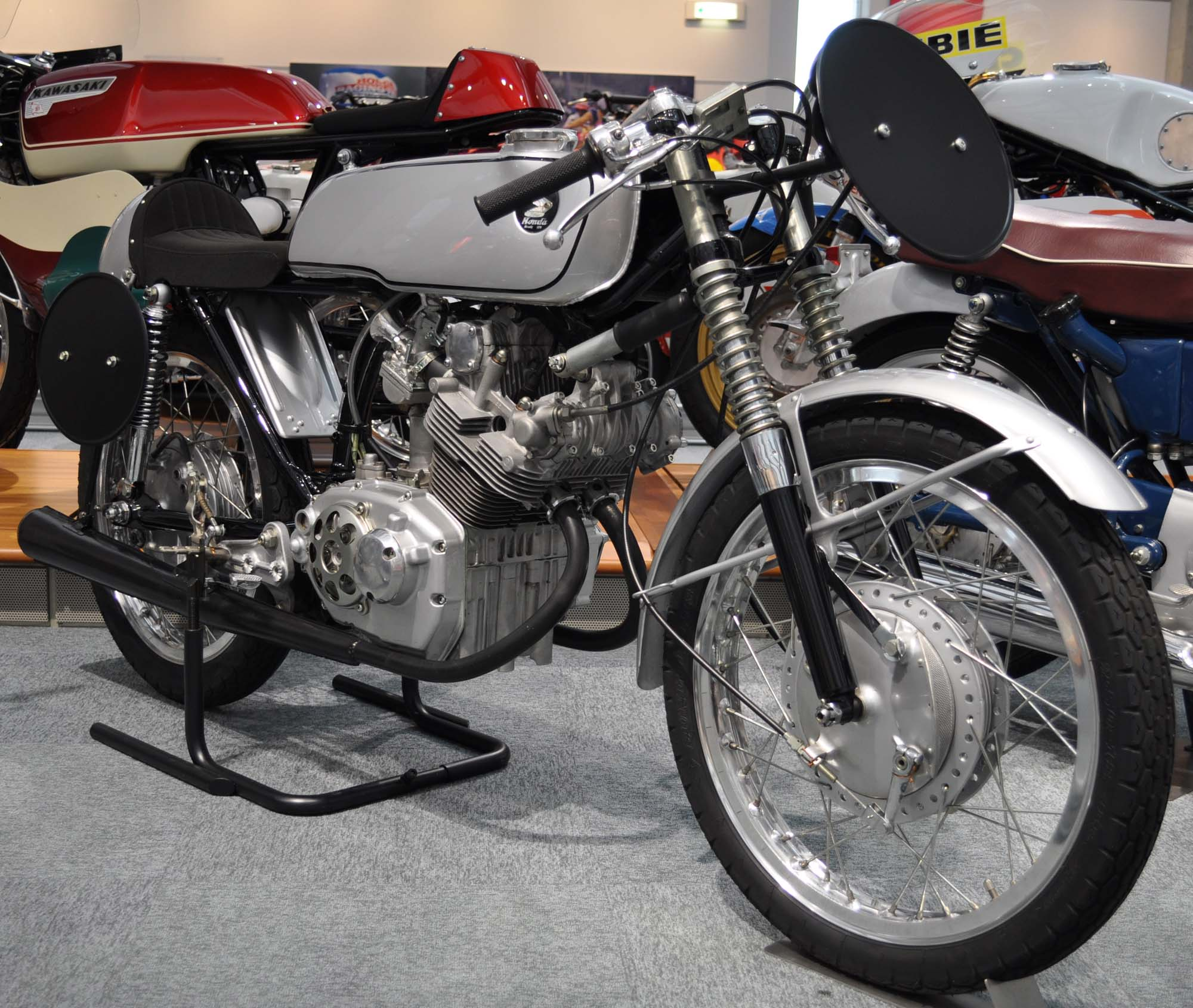
De Honda CR 93-productieracer was al tamelijk populair onder privérijders.

In de 125cc-klasse van 1964 werd de openingsrace in Daytona, bij afwezigheid van Honda, een prooi voor Suzuki. Hugh Anderson won, Mitsuo Itoh werd tweede en Bert Schneider werd derde. Toen de Honda 2RC 146 eenmaal verscheen kon de Suzuki RT 64 het niet meer bolwerken. De machine was zo onbetrouwbaar, dat Luigi Taveri (Honda) de wereldtitel kon grijpen ondanks het feit dat hij door een sleutelbeenbreuk twee GP's moest overslaan. Yamaha zette enkele malen de Yamaha RA 97 aan de start, maar de machine was te zwaar om te concurreren met Honda en Suzuki.
GP van Spanje, Montjuïc
De 125cc-race was een groot succes voor de Honda 2RC 146. Luigi Taveri won de race voor zijn teamgenoot Jim Redman. Het was de eerste confrontatie met de nieuwe, watergekoelde Suzuki RT 64 A, maar de Suzuki-coureurs finishten nog achter Rex Avery met de EMC. De overige Honda-coureurs in de uitslag reden de Honda CR 93-productieracer.
GP van Frankrijk, Clermont-Ferrand
WK-leider Hugh Anderson (Suzuki) viel uit, net als Honda-rijder Jim Redman. Luigi Taveri (Honda) won zijn tweede race voor Bert Schneider (Suzuki) en Frank Perris (Suzuki). Kunimitsu Takahashi werd vierde, maar het was zijn laatste race. Hij werd door Honda ontslagen.
Isle of Man TT, Mountain Course
Honda was in de TT van 1963 vernederd door Suzuki, maar de nieuwe viercilinder Honda 2RC 146 bleek degelijker dan de Suzuki RT 64. Net als in de Lightweight 250 cc TT vielen alle Suzuki's uit. Luigi Taveri won door een spectaculaire laatste ronde, waarin hij een nieuw ronderecord van 93,53 mijl per uur reed. Jim Redman werd op drie seconden tweede en 50cc-rijder Ralph Bryans, die na het ontslag van Tommy Robb en Kunimitsu Takahashi nu ook in de 125cc-klasse mocht starten, werd derde. Verreweg het grootste deel van het startveld bestond uit Honda CR 93-productieracers, waarmee Walter Scheimann en Bruce Beale ook punten scoorden.
Dutch TT, Assen
Honda was niet naar de GP van de USA gegaan, maar daarna had Luigi Taveri alle 125cc-races gewonnen. Nu Taveri door een blessure niet kon starten, nam Jim Redman de honneurs waar. Hij werd echter gevolgd door Phil Read, wiens nieuwe Yamaha RA 97 eigenlijk veel te zwaar was, twaalf kilo zwaarder dan Redman's Honda 2RC 146. Ralph Bryans (Honda) werd derde, ruim een halve seconde voor Bert Schneider met de Suzuki RT 64. Taveri behield de leiding in de WK-stand.
GP van Duitsland, Solitudering
Luigi Taveri was hersteld van de blessure die hij tijdens de TT van Assen had opgelopen, maar hij kon niet voorkomen dat zijn teamgenoot Jim Redman met overmacht de Duitse Grand Prix won. Taveri werd wel tweede met een grote voorsprong op Walter Scheimann, die met zijn Honda CR 93-productieracer sneller was dan Bert Schneider met de fabrieks-Suzuki RT 64.
GP van de DDR, Sachsenring
Hugh Anderson werd in de 125cc-klasse geplaagd door tegenslag, maar nu won hij met zijn Suzuki RT 64 A in de DDR. Luigi Taveri werd met de Honda 2RC 146 tweede voor teamgenoot Jim Redman, die met zijn derde plaats aan de leiding van het WK bleef. Anderson passeerde zijn teamgenoot Bert Schneider in de WK-stand.
Ulster Grand Prix, Dundrod
Na een teleurstellend verlopen seizoen leken de kansen voor Hugh Anderson en de Suzuki RT 64 A te keren. Na de overwinning in de GP van de DDR won hij ook de Ulster Grand Prix, zelfs met een grote voorsprong op Luigi Taveri met de Honda 2RC 146. Taveri was eigenlijk de echte winnaar. Omdat Jim Redman niet scoorde liep hij weer zes punten uit in de WK-stand. Redman werd nu ook bedreigd door Anderson. Ralph Bryans werd ook in deze race derde.
GP van Finland, Imatra
De overwinning van Luigi Taveri in de 125cc-race maakte een einde aan de kansen van Jim Redman in deze klasse. Taveri was wereldkampioen. De podiumkandidaten finishten binnen 1,1 seconden en Redman werd nipt verslagen door Ralph Bryans. Hugh Anderson beoorde tot de uitvallers.
Nations GP, Monza
Wereldkampioen Luigi Taveri won ook de 125cc-race in Monza, voor de Suzuki-rijders Hugh Anderson en Ernst Degner. Degner reed zijn eerste Grand Prix sinds de Japanse GP van 1963 waarbij hij ernstige brandwonden had opgelopen. Veteraan Romolo Ferri, die in het seizoen 1958 voor het laatst in het WK had gereden, kwam met een EMC aan de start en werd negende.
GP van Japan, Suzuka
Wereldkampioen Luigi Taveri won ook de 125cc-race in Monza, voor de Suzuki-rijders Hugh Anderson en Ernst Degner. Degner reed zijn eerste Grand Prix sinds de Japanse GP van 1963 waarbij hij ernstige brandwonden had opgelopen. Veteraan Romolo Ferri, die in het seizoen 1958 voor het laatst in het WK had gereden, kwam met een EMC aan de start en werd negende.

### Uitslagen 125cc-klasse
|    | Datum        | Race                       | Circuit          | 1e            | 2e             | 3e               | Snelste ronde |
| -- | ------------ | -------------------------- | ---------------- | ------------- | -------------- | ---------------- | ------------- |
| 1  | 2 februari   | GP van de Verenigde Staten | Daytona          | Hugh Anderson | Mitsuo Itoh    | Bert Schneider   | Hugh Anderson |
| 2  | 10 mei       | GP van Spanje              | Montjuïc         | Luigi Taveri  | Jim Redman     | Rex Avery        | Luigi Taveri  |
| 3  | 17 mei       | GP van Frankrijk           | Clermont-Ferrand | Luigi Taveri  | Bert Schneider | Frank Perris     | Luigi Taveri  |
| 4  | 10 juni      | Isle of Man TT             | Mountain Course  | Luigi Taveri  | Jim Redman     | Ralph Bryans     | Luigi Taveri  |
| 5  | 27 juni      | Dutch TT                   | Assen            | Jim Redman    | Phil Read      | Ralph Bryans     | Jim Redman    |
| 6  | 19 juli      | GP van Duitsland           | Solitudering     | Jim Redman    | Luigi Taveri   | Walter Scheimann | Hugh Anderson |
| 7  | 26 juli      | GP van de DDR              | Sachsenring      | Hugh Anderson | Luigi Taveri   | Jim Redman       | Hugh Anderson |
| 8  | 8 augustus   | Ulster Grand Prix          | Dundrod          | Hugh Anderson | Luigi Taveri   | Ralph Bryans     | Hugh Anderson |
| 9  | 30 augustus  | GP van Finland             | Imatra           | Luigi Taveri  | Ralph Bryans   | Jim Redman       | Jim Redman    |
| 10 | 13 september | GP des Nations             | Monza            | Luigi Taveri  | Hugh Anderson  | Ernst Degner     | Hugh Anderson |
| 11 | 1 november   | GP van Japan               | Suzuka           | Ernst Degner  | Luigi Taveri   | Yoshimi Katayama | Hugh Anderson |

### Eindstand 125cc-klasse
| Pos. | Coureur              | Motorfiets | Ptn.    |
| ---- | -------------------- | ---------- | ------- |
| 1    | Luigi Taveri         | Honda      | 46 (64) |
| 2    | Jim Redman           | Honda      | 36 (37) |
| 3    | Hugh Anderson        | Suzuki     | 34      |
| 4    | Bert Schneider       | Suzuki     | 22 (24) |
| 5    | Ralph Bryans         | Honda      | 21      |
| 6    | Ernst Degner         | Suzuki     | 12      |
| 7    | Frank Perris         | Suzuki     | 10      |
| 8    | Mitsuo Itoh          | Suzuki     | 6       |
| 8    | Phil Read            | Yamaha     | 6       |
| 10   | Walter Scheimann     | Honda      | 6       |
| 11   | Rex Avery            | EMC        | 4       |
| 11   | Yoshimi Katayama     | Suzuki     | 4       |
| 13   | Jean-Pierre Beltoise | Bultaco    | 4       |

| Pos. | Coureur              | Motorfiets | Ptn. |
| ---- | -------------------- | ---------- | ---- |
| 14   | Isao Morishita       | Suzuki     | 3    |
| 14   | Kunimitsu Takahashi  | Honda      | 3    |
| 14   | Stanislav Malina (†) | CZ         | 3    |
| 14   | Heinz Rosner         | MZ         | 3    |
| 14   | Teisuke Tanaka       | Suzuki     | 3    |
| 19   | Richard Thomas       | Honda      | 2    |
| 19   | Friedhelm Kohlar     | MZ         | 2    |
| 19   | Klaus Enderlein      | MZ         | 2    |
| 19   | Hironori Matsushima  | Yamaha     | 2    |
| 23   | Bruce Beale          | Honda      | 2    |
| 24   | Roland Föll (†)      | Honda      | 1    |
| 24   | Dieter Krumpholz     | MZ         | 1    |
| 24   | Peter Eser           | Honda      | 1    |
| 24   | Ramón Torras         | Bultaco    | 1    |
| 24   | Chris Vincent        | Honda      | 1    |
| 24   | Gary Dickinson       | Honda      | 1    |
| 24   | Akiyasu Motohashi    | Yamaha     | 1    |

(Punten tussen haakjes zijn inclusief streepresultaten)

### Constructeurstitel 125cc-klasse
| 1 | Honda   | 48 (75) |
| 2 | Suzuki  | 44 (56) |
| 3 | Yamaha  | 8       |
| 4 | MZ      | 5       |
| 5 | Bultaco | 5       |
| 6 | EMC     | 4       |
| 7 | CZ      | 3       |

(Punten tussen haakjes zijn inclusief streepresultaten)

## 50cc-klasse
Het duurde in 1964 te lang eer men bij Honda de RC 113 tweecilinder goed aan het lopen kreeg. Men reisde niet af naar de openingsrace op de Daytona International Speedway waar Suzuki met Hugh Anderson, Isao Morishita en Mitsuo Itoh de eerste drie plaatsen pakte. Daarna viel Honda-coureur Ralph Bryans in Spanje en Frankrijk uit. In Spanje won Hans Georg Anscheidt (Kreidler) en in Frankrijk won Anderson. Hier werd een toekomstige beroemdheid derde, Jean-Pierre Beltoise, die toen nog op een 50cc-Kreidler en een 125cc-Bultaco reed. In de 50 cc TT op Man werd Bryans tweede achter Anderson, maar daarna won hij drie GP's: Nederland, België en Duitsland. Het was echter te laat; zijn achterstand op Anderson was al te groot geworden. Anderson werd wereldkampioen, Bryans werd tweede en Anscheidt werd derde. Tarquinio Provini kreeg in 1964 ook een fabrieks-Kreidler voor de GP van Frankrijk en de Isle of Man TT, maar kon niet overweg met de twaalf versnellingen en haalde slechts één punt, in Frankrijk. Na een zware val in Japan in 1963 was Ernst Degner pas in september 1964 weer fit genoeg om te starten, maar toen was het 50cc-seizoen al afgelopen.
GP van Spanje, Montjuïc
José Maria Busquets leek de Spaanse Grand Prix te gaan winnen met zijn Derbi, maar hij viel uit door een gebroken schokdemper. Nu won Kreidler-rijder Hans Georg Anscheidt voor Hugh Anderson en Mitsuo Itoh (beiden op een Suzuki RM 64).
GP van Frankrijk, Clermont-Ferrand
Tarquinio Provini kreeg een fabrieks-Kreidler, maar hij kon niet wennen aan de twaalf versnellingen en werd slechts zesde. Hugh Anderson won opnieuw met de Suzuki RM 64 voor Hans Georg Anscheidt (Kreidler) en Jean-Pierre Beltoise (Kreidler). De Honda RC 113 viel erg tegen: Ralph Bryans viel uit en Isao Morishita werd slechts vijfde.
Isle of Man TT, Mountain Course
Na de afgang van Suzuki in de 125- en de 250cc-klasse moest er op de laatste racedag iets goedgemaakt worden. Dat lukte Hugh Anderson, die weinig moeite had om Ralph Bryans (Honda) voor te blijven. In de laatste ronde reed Anderson een ronderecord van 81,13 mijl per uur. Isao Morishita werd met zijn Suzuki RM 64 derde. Hans Georg Anscheidt (Kreidler) werd slechts vierde. Tarquinio Provini had nog steeds moeite met de twaalf versnellingen van zijn fabrieks-Kreidler en finishte nog achter privérijder Luigi Taveri.
Dutch TT, Assen
In de 50cc-race passeerden slechts vijf coureurs de finish. Onder de uitvallers was WK-leider Hugh Anderson. Daar zou Kreidler-coureur Hans Georg Anscheidt van moeten profiteren, maar dat lukte totaal niet. Ralph Bryans won met zijn Honda RC 113, op bijna een halve minuut gevolgd door de Suzuki RM 64's van Isao Morishita en Mitsuo Itoh, die 0,2 seconden van elkaar finishten. Ruim twee minuten na hen kwam Anscheidt pas over de finish, op de hielen gezeten door stalgenoot Cees van Dongen.
GP van België, Spa-Francorchamps
De 50cc-race eindigde in een spannende sprint naar de finish tussen drie merken. Ralph Bryans won met zijn tweecilinder Honda RC 113 voor Hans Georg Anscheidt (Kreidler) en Hugh Anderson (Suzuki RM 64).
GP van Duitsland, Solitudering
Hugh Anderson kon door een blessure niet starten, maar de schade bleef beperkt omdat zijn grootste concurrent Hans Georg Anscheidt slechts vierde werd. Ralph Bryans reed de Honda RC 113-tweecilinder naar de overwinning, voor de Suzuki RM 64's van Isao Morishita en Mitsuo Itoh.
GP van Finland, Imatra
Theoretisch kon Ralph Bryans nog wereldkampioen worden als hij zou winnen, maar hij viel uit. Hugh Anderson, die als WK-leider naar Finland kwam, won ook hier en stelde zijn wereldtitel veilig. Hans Georg Anscheidt werd met de Kreidler tweede voor Luigi Taveri, die als privérijder met een Kreidler reed.

### Uitslagen 50cc-klasse
|   | Datum       | Race                       | Circuit           | 1e                   | 2e                   | 3e                   | Snelste ronde        |
| - | ----------- | -------------------------- | ----------------- | -------------------- | -------------------- | -------------------- | -------------------- |
| 1 | 2 februari  | GP van de Verenigde Staten | Daytona           | Hugh Anderson        | Isao Morishita       | Mitsuo Itoh          | Hugh Anderson        |
| 2 | 10 mei      | GP van Spanje              | Montjuïc          | Hans Georg Anscheidt | Hugh Anderson        | Mitsuo Itoh          | Hans Georg Anscheidt |
| 3 | 17 mei      | GP van Frankrijk           | Clermont-Ferrand  | Hugh Anderson        | Hans Georg Anscheidt | Jean-Pierre Beltoise | Hugh Anderson        |
| 4 | 10 juni     | Isle of Man TT             | Mountain Course   | Hugh Anderson        | Ralph Bryans         | Isao Morishita       | Hugh Anderson        |
| 5 | 27 juni     | Dutch TT                   | Assen             | Ralph Bryans         | Isao Morishita       | Mitsuo Itoh          | Ralph Bryans         |
| 6 | 5 juli      | GP van België              | Spa-Francorchamps | Ralph Bryans         | Hans Georg Anscheidt | Hugh Anderson        | Ralph Bryans         |
| 7 | 19 juli     | GP van Duitsland           | Solitudering      | Ralph Bryans         | Isao Morishita       | Mitsuo Itoh          | Ralph Bryans         |
| 8 | 30 augustus | GP van Finland             | Imatra            | Hugh Anderson        | Hans Georg Anscheidt | Luigi Taveri         | Hugh Anderson        |

### Eindstand 50cc-klasse
| Pos. | Coureur              | Motorfiets | Ptn.    |
| ---- | -------------------- | ---------- | ------- |
| 1    | Hugh Anderson        | Suzuki     | 38 (42) |
| 2    | Ralph Bryans         | Honda      | 30      |
| 3    | Hans Georg Anscheidt | Kreidler   | 29 (38) |
| 4    | Isao Morishita       | Suzuki     | 25 (32) |
| 5    | Mitsuo Itoh          | Suzuki     | 19 (21) |
| 6    | Jean-Pierre Beltoise | Kreidler   | 6       |
| 7    | Luigi Taveri         | Kreidler   | 5       |
| 8    | José Maria Busquets  | Derbi      | 3       |
| 9    | Rudolf Kunz          | Kreidler   | 3       |

| Pos. | Coureur           | Motorfiets | Ptn. |
| ---- | ----------------- | ---------- | ---- |
| 10   | Ángel Nieto       | Derbi      | 2    |
| 10   | Cees van Dongen   | Kreidler   | 2    |
| 10   | Peter Eser        | Honda      | 2    |
| 13   | Lee Allen         | Ducati     | 1    |
| 13   | Tarquinio Provini | Kreidler   | 1    |
| 13   | Naomi Taniguchi   | Honda      | 1    |
| 13   | Albert Beirle     | Kreidler   | 1    |
| 13   | Charlie Mates     | Honda      | 1    |

(Punten tussen haakjes zijn inclusief streepresultaten)

### Constructeurstitel 50cc-klasse
| 1 | Suzuki   | 38 (54) |
| 2 | Honda    | 31      |
| 3 | Kreidler | 29 (38) |
| 4 | Derbi    | 5       |
| 5 | Ducati   | 1       |

(Punten tussen haakjes zijn inclusief streepresultaten)

## Zijspanklasse
Florian Camathias en Roland Föll begonnen voortvarend aan het seizoen met een overwinning in Spanje met hun Gilera-viercilinder. Verder dan deze acht punten reikte het echter niet meer. Föll reed tegen de zin van Camathias ook in een aantal soloklassen en verongelukte tijdens de 125cc-training in Assen op 26 juni. Toen had Camathias al enkele wedstrijden met Alfred Herzig als bakkenist gereden, maar zonder punten te halen. Zijn FCS (Fath Camathias Special), die hem in 1963 nog naar de tweede plaats van het kampioenschap had gebracht, had hij uitgeleend aan zijn vriend Colin Seeley, die er in 1964 derde mee werd. Camathias eindigde op de zevende plaats, maar zijn pechseizoen was nog lang niet voorbij. Op 30 augustus kregen hij en Herzig weer een ernstig ongeluk op de AVUSring. Hun combinatie stond dwars op de baan en zowel Max Deubel als Georg Auerbacher konden haar niet meer ontwijken. Camathias en Herzig raakten ernstig gewond en Alfred Herzig verloor uiteindelijk een been. Op 1 oktober was Camathias voldoende hersteld en reed hij een internationale race in Zaragoza, maar ook hier slipte hij naast de baan en moest hij worden opgenomen met een zware hersenschudding en enkele gebroken ribben. De titel ging met enig gemak naar Max Deubel/Emil Hörner met hun BMW, die in de laatste race op de Solitudering nog een gevecht leverden met Fritz Scheidegger/John Robinson, maar om de titel zeker te stellen genoegen namen met de tweede plaats. Scheidegger werd tweede in het kampioenschap. 
GP van Spanje, Montjuïc
Florian Camathias had zijn FCS-combinatie uitgeleend aan Colin Seeley en had de hand weten te leggen op een Gilera 500 4C-viercilindermotor. Met zijn gelegenheids-bakkenist Roland Föll won hij de Spaanse Grand Prix.
Isle of Man TT, Mountain Course
Max Deubel en Emil Hörner leidden de Sidecar TT van start tot finish. Aanvankelijk hadden ze nog tegenstand van Florian Camathias. Camathias, herenigd met zijn oude bakkenist Alfred Herzig, lag tweede, maar viel door technische problemen met zijn Gilera 500 4C terug naar de vijftiende plaats. Daardoor werd de combinatie Colin Seeley/Wally Rawlings tweede en Georg Auerbacher/Beno Heim werden derde.
Dutch TT, Assen
In de zijspanrace wonnen Colin Seeley en Wally Rawlings overtuigend met de ex-Florian Camathias FCS. Chris Vincent en Eddie Bulgin werden tweede voor Fritz Scheidegger/John Robinson. Camathias, die weer met zijn oude compaan Alfred Herzig reed, ondervond opnieuw de onbetrouwbaarheid van zijn zeven jaar oud Gilera-blok en viel uit. Max Deubel werd vierde, maar behield de leiding in de WK-stand.
GP van België, Spa-Francorchamps
Zoals vaak in dit jaar leidde Florian Camathias aanvankelijk de zijspanrace, maar werd hij opnieuw geconfronteerd met de matige betrouwbaarheid van de Gilera 500 4C. Max Deubel en Emil Hörner wonnen de race voor Fritz Scheidegger / John Robinson. Georg Auerbacher / Beno Heim werden derde, maar speelden geen rol meer in het WK.
GP van Duitsland, Solitudering
Als Fritz Scheidegger de Duitse Grand Prix zou winnen, kon hij nog wereldkampioen worden, vooropgesteld dat Max Deubel niet verder zou komen dan de vierde plaats. Dat gebeurde echter niet: Deubel werd tweede en evenaarde daarmee het record van Eric Oliver: vier wereldtitels.

### Uitslagen zijspanklasse
|   | Datum   | Race             | Circuit           | 1e                                | 2e                                | 3e                                | Snelste ronde                                                 |
| - | ------- | ---------------- | ----------------- | --------------------------------- | --------------------------------- | --------------------------------- | ------------------------------------------------------------- |
| 1 | 10 mei  | GP van Spanje    | Montjuïc          | Florian Camathias / Roland Föll   | Otto Kölle / Dieter Hess          | Georg Auerbacher / Beno Heim      | Otto Kölle / Dieter Hess                                      |
| 2 | 17 mei  | GP van Frankrijk | Clermont-Ferrand  | Fritz Scheidegger / John Robinson | Max Deubel / Emil Hörner          | Georg Auerbacher / Beno Heim      | Fritz Scheidegger / John Robinson                             |
| 3 | 8 juni  | Isle of Man TT   | Mountain Course   | Max Deubel / Emil Hörner          | Colin Seeley / Wally Rawlings     | Georg Auerbacher / Beno Heim      | Max Deubel / Emil Hörner                                      |
| 4 | 27 juni | Dutch TT         | Assen             | Colin Seeley / Wally Rawlings     | Chris Vincent / Eddie Bulgin      | Fritz Scheidegger / John Robinson | Colin Seeley / Wally Rawlings en Chris Vincent / Eddie Bulgin |
| 5 | 5 juli  | GP van België    | Spa-Francorchamps | Max Deubel / Emil Hörner          | Fritz Scheidegger / John Robinson | Georg Auerbacher / Beno Heim      | Florian Camathias / Alfred Herzig                             |
| 6 | 19 juli | GP van Duitsland | Solitudering      | Fritz Scheidegger / John Robinson | Max Deubel / Emil Hörner          | Georg Auerbacher / Beno Heim      | Max Deubel / Emil Hörner                                      |

### Eindstand zijspanklasse
| Pos. | Coureur           | Bakkenist                                | Motorfiets | Ptn.    |
| ---- | ----------------- | ---------------------------------------- | ---------- | ------- |
| 1    | Max Deubel        | Emil Hörner                              | BMW        | 28 (34) |
| 2    | Fritz Scheidegger | John Robinson                            | BMW        | 26      |
| 3    | Colin Seeley      | Wally Rawlings                           | FCS        | 17      |
| 4    | Georg Auerbacher  | Beno Heim                                | BMW        | 16 (21) |
| 5    | Otto Kölle        | Dieter Hess / Heinz Marquardt            | BMW        | 10      |
| 6    | Arsenius Butscher | Wolfgang Kalauch                         | BMW        | 9       |
| 7    | Florian Camathias | Roland Föll (†) / Alfred Herzig          | Gilera     | 8       |
| 8    | Chris Vincent     | Keith Scott / Eddie Bulgin / Lewis Young | BMW        | 8       |
| 9    | Pip Harris        | Ray Campbell                             | BMW        | 3       |
| 10   | Terry Vinicombe   | Gary Golder                              | Triumph    | 2       |
| 10   | August Wolf       | Werner Zielaff                           | BMW        | 2       |
| 12   | Ludwig Hahn       | Heinz Schäfer / Ralf Engelhardt          | BMW        | 1       |
| 12   | Joseph Duhem      | François Fernandez                       | BMW        | 1       |
| 12   | Tony Jackson      | Peter Hartill                            | BMW        | 1       |
| 12   | Gert Selbmann     | Rolf Müller                              | BMW        | 1       |

(Punten tussen haakjes zijn inclusief streepresultaten)

### Constructeurstitel zijspanklasse
| 1 | BMW     | 32 (46) |
| 2 | FCS     | 17      |
| 3 | Gilera  | 8       |
| 4 | Triumph | 2       |

(Punten tussen haakjes zijn inclusief streepresultaten)

## Voetnoten
1949 · 
1950 · 
1951 · 
1952 · 
1953 · 
1954 · 
1955 · 
1956 · 
1957 · 
1958 · 
1959 · 
1960 · 
1961 · 
1962 · 
1963 · 
1964 · 
1965 · 
1966 · 
1967 · 
1968 · 
1969 · 
1970 · 
1971 · 
1972 · 
1973 · 
1974 · 
1975 · 
1976 · 
1977 · 
1978 · 
1979 · 
1980 · 
1981 · 
1982 ·
1983 · 
1984 · 
1985 · 
1986 · 
1987 · 
1988 · 
1989 · 
1990 · 
1991 · 
1992 · 
1993 · 
1994 · 
1995 · 
1996 · 
1997 · 
1998 · 
1999 · 
2000 · 
2001 · 
2002 · 
2003 · 
2004 · 
2005 · 
2006 · 
2007 · 
2008 · 
2009 · 
2010 · 
2011 · 
2012 · 
2013 · 
2014 · 
2015 · 
2016 · 
2017 · 
2018 · 
2019 · 
2020 · 
2021 · 
2022 · 
2023 · 
2024 · 
2025